# Linda Motlhalo
Linda Maserame Motlhalo (født 1. juli 1998) er en sydafrikansk professionel fodboldspiller, der spiller som kantspiller for den skotske kvindelige Premier League-klub Glasgow City FC og det sydafrikanske kvindelandshold. 
Hun er også kendt som 'Randfontein Ronaldinho'.